# Dog Days (película de 2018)
Dog Days es una película estadounidense de comedia romántica dirigida por Ken Marino y escrito por Elissa Matsueda y Erica Oyama. Es protagonizada por Eva Longoria, Nina Dobrev, Vanessa Hudgens, Lauren Lapkus, Thomas Lennon, Adam Pally, Ryan Hansen, Rob Corddry, Tone Bell, Jon Bass y Finn Wolfhard. La trama sigue las vidas que se cruzan de varios perros y amos en Los Ángeles.
La película fue estrenada el 8 de agosto de 2018, por LD Entertainment.

## Reparto
- Nina Dobrev como Elizabeth.
- Eva Longoria como Grace.
- Vanessa Hudgens como Tara.
- Adam Pally como Dax.
- Elizabeth Caro como Amelia.
- Finn Wolfhard como Tyler.
- Tone Bell como Jimmy.
- Ryan Hansen como Peter.
- Lauren Lapkus como Daisy.
- Jon Bass como Garrett.
- Thomas Lennon como Greg.
- Ron Cephas Jones como Walter.
- Jasmine Cephas Jones como Lola.
- Jessica Lowe como Amy.
- Jessica St. Clair como Ruth.
- Michael Cassidy como Dr. Mike
- David Wain como Wacky Wayne.
- Rob Corddry como Kurt.
- Tig Notaro como Danielle.
- John Gemberling como Ernie.
- Toks Olagundoye como Nina.
- Tony Cavalero como Stanley.

## Producción
En agosto de 2017, se anunció que Ken Marino dirigiría el filme, desde un guion de Elissa Matsueda y Erica Oyama, con Mickey Liddell, Jennifer Monroe y Pete Shilaimon produciendo con LD Entertainment. En septiembre de 2017, Finn Wolfhard, Vanessa Hudgens, Tone Bell, Adam Pally, Eva Longoria, y Jon Bass se unieron al reparto. En octubre de 2017, Tig Notaro, Rob Corddry, Michael Cassidy, Jasmine Cephas Jones, Ron Cephas Jones, John Gemberling, Ryan Hansen, Thomas Lennon, Lauren Lapkus, Jessica Lowe, Toks Olagundoye, Jessica St. Clair y David Wain se unieron a la película.

### Rodaje
La fotografía principal comenzó en octubre de 2017, en Los Ángeles.

## Estreno
La película fue estrenada el 8 de agosto de 2018, por LD Entertainment.

## Recepción
Dog Days ha recibido reseñas mixtas de parte de la crítica y de la audiencia. En Rotten Tomatoes, la película posee una aprobación de 62%, basada en 69 reseñas, con una calificación de 5.2/10, mientras que de parte de la audiencia tiene una aprobación de 75%, basada en más de 500 votos, con una calificación de 4.0/5
Metacritic le ha dado a la película una puntuación de 47 de 100, basada en 19 reseñas, indicando "reseñas mixtas". Las audiencias encuestadas por CinemaScore le han dado a la película una "A-" en una escala de A+ a F, mientras que en el sitio IMDb los usuarios le han dado una calificación de 6.2/10, sobre la base de 5086 votos. En la página FilmAffinity tiene una calificación de 5.1/10, basada en 562 votos.